# Sympetrum flaveolum
Sympetrum flaveolum (Linnaeus, 1758) je vrsta vilinskog konjica koja pripada porodici Libellulidae. Srpski naziv ove vrste je Žutokrili poljski konjic.

## Opis vrste
Ova vrsta je veoma brojna u većem delu svog areala. Može da odsustvuje sa određenog područja duži vremenski period ali i da se razmnožava na tom područiju nakon dolaska velikog broja jedinki.Oba pola se obično lako identifikuju po zadnjim krilima koja su žuto obojena pri bazi. Prednja krila su takođe žuta u svojoj bazi ali je ta obojenost mnogo manje izražena nego kod zadnjih.Abdomen mužjaka je ravan, nije bočno proširen, obojen je jarko narandžasto, nije čisto crven i poseduje dve bočne crne linije što nije tipično za ostale mužjake roda Sympetrum.
Ženke imaju punu crnu liniju sa obe strane abdomena koja je kod drugih vrsta ovog roda često isprekidana.
Žuta baza krila može da dovede do mešanja ove vrste sa S. fonscolombii ali S. flaveolum ima tamniju nervaturu krila i tamnije pterostigme.
Veličinom je sličan sa S. sanguineum.
Dužina zadnjeg krila kreće se od 23-32 mm, dužina abdomena od 19-27 mm a dužina tela od 32-37 mm .
Sezona leta vrste S.flaveoulum je od maja do oktobra, ponekad čak i kasnije, a najčešće se može videti u avgustu.

## Rasprotranjenje
Brojnost populacija S. flaveolum povećava se prema istoku do Japana, dok je na jugu ograničena na veće nadmorske visine. Njeno prisustvo je nepravilno u velikom delu areala koji nastanjuje, naročito na zapadu gde može biti odsutna godinama i iznenada se pojaviti svuda u velikom broju, uspešno se razmnožavajući jednu ili više godina i na kraju ponovo nestati.
S. flaveolum je prisutan u sledećim državama: Avganistan; Albanija; Jermenija; Austrija; Azerbejdžan; Belorusija; Belgija; Bosna i Hercegovina; Bugarska; Kina; Hrvatska; Češka; Danska; Estonija; Finska; Francuska; Gruzija; Nemačka; Grčka; Mađarska; Italija; Japan; Kazahstan; Koreja, Demokratska Narodna Republika; Kirgistan; Latvija; Lihtenštajn; Litvanija; Luksemburg; Makedonija, Bivša Jugoslovenska Republika; Moldavija; Mongolija; Crna Gora; Holandija; Norveška; Poljska; Portugal; Rumunija; Ruska Federacija (Istočna Azijska Rusija, Centralna Azijska Rusija, Evropska Rusija); Srbija; Slovačka; Slovenija; Španija; Švedska; Švajcarska; Tadžikistan; Turska; Ukrajina; Ujedinjeno Kraljevstvo (Severna Irska); Uzbekistan. 

## Stanište
S.flaveolum nastanjuje i razmnožava se u staništima sa plitkom vodom koja je bogata vegetacijom i koja se lako zagreva, kao što su močvarne depresije i sezonski poplavljene livade. Mnoga od ovih staništa se isuše tokom leta. 
U južnoj Evropi, larve ove vrste žive u oligotrofnim jezerima sa submerznom vegetacijom, na velikim nadmorskim visinama.

## Životni ciklus
Parenje ove vrste se odvija u letu. Posle parenja ženke polažu jaja na suvoj vegetaciji koja će u proleće biti potopljena. Razvoj larvi kratko traje i svoje egzuvije ostavljaju na vegetaciji nisko i često daleko od obale.

## Sezona letenja
Sezona leta traje od maja do oktobra.

## Galerija
- Sympetrum flaveolum - bočna strana
- Sympetrum flaveolum na Dianthus superbus
- Мужјак
- Женка